# Жак-Франсуа Тіс
Жак-Франсуа Тіс (фр. Jacques-François Thisse, 21 квітня 1946 року, Бельгія) — бельгійський економіст, ординарний професор Центру з вивчення операцій та економетрики (англ. Center for Operations Research and Econometrics, CORE), валлонського Католицького університету Левена, професор Національної школи мостів і доріг (Париж, Франція), член Консультаційної ради Тулузької школи економіки (Франція).

## Освіта
Закінчив Льєзький університет, де у 1975 році захистив докторську дисертацію.

## Викладацька і наукова діяльність
З 1975 по 1992 роки викладав у Католицькому університеті Левена, з 1989 по 1996 рік — в Університеті Париж I — Сорбонна, одночасно з 1992 року очолюючи CERAS — дослідний центр Національної школи мостів і доріг. Разом з Р. Гюзнері ініціював створення Паризької школи економіки.
У 1996 році повернувся в Католицький університет Левена у Центр з вивчення операцій та економетрики (англ. CORE) на посаду ординарного професора. В 2000−2006 роках — президент Центру.
З 2001 року також професор Національної школи мостів і доріг.
З 2011 року — науковий керівник Лабораторії теорії ринків і просторової економіки НДУ ВШЕ (Росія).
Як запрошений професор (visiting professor) працював у таких відомих університетах: Університет Луї Пастера в Страсбурзі (1986−1987; 1988), Сорбонна (1987, 1989), INSEAD (1987), Пенсильванський університет (1985, 1992), Політехнічний інститут і університет штату Вірджинія (1990), Тель-Авівський університет (1993), Університет Кіото (1993, 2006) та ін.
Один з засновників Європейської економічної асоціації (в 1984−85 рр.), член виборчої комісії на виборах першого Президента ЄЕА, член Правління (Board of Directors) ЄЕА в 1986-89 рр.
Був редактором різних наукових журналів (у тому числі Journal of the European Economic Association, International Journal of Economic Theory, The Japanese Economic Review, International Journal of Industrial Organization, Journal of Industrial Economics, Journal of Economics and Management Strategy, Journal of Regional Science, Regional Science and Urban Economics, Geographical Analysis, Location Science, Journal of Economic Geography, Annales d'Economie et de Statistique).

## Публікації
П'ять монографій, зокрема:
- Economics of Agglomeration. Cities, Industrial Location and Regional Growth (Cambridge University Press, 2002; співавт. з Масахіса Фудзіта);
- Economic Geography. The Integration of Regions and Nations (Princeton University Press, 2008; співавт. з P.-P. Combes і T. Mayer).

Редактор 10 монографій, зокрема (спільно з J. V. Henderson) IV тому енциклопедичного довідника «Handbook of Regional and Urban Economics» (2004).
Автор понад 250 наукових статей з теорії організації промисловості, регіональної економіки, економіки міста, теорії розміщення, теорії торгівлі, теорії дискретного вибору, теорії ігор і голосуванню, економіки громадського сектора, економіки ринку праці, теорії менеджменту, географії і перевезень, економічної методології і прикладної математики.